# Айтал
Айтал (англ. ital) — система харчування, яка схвалена рухом Растафарі. Термін походить від англійського слова vital (повний життя) зі зміною першого складу на I.
Растафарі бачать в їх живленні спосіб бути наодинці з природою, а також як ліки для організму. Одним з аспектів харчування айтал є те, що тіло — це храм, і не допустимо споживання нечистої їжі. Також кожен растаман повинен піклуватися про своє тіло, тому що це створіння, Джа Растафарі.
Раста отримують вірування і моралі від інтенсивних особистих роздумів і молитов, і, отже, не існує єдиного догмату віри растафарі. У зв'язку з цим особливу увагу приділено окремим особистим роздумам в растафаріанстві, і зміст айталу широко варіюється.

## Основні принципи в харчуванні айтал
Айтал-харчування означає природну, натуральну і чисту їжу, народжену в землі. Інгредієнти повинні бути найприроднішими.
Растафарі не вживають в їжу:
- Солі (в той час як морську або кошерну сіль деякі вживають);
- Хімічних інгредієнтів — ароматизаторів, консервантів;
- Олій;
- М'яса, або, відповідно до таких релігій, як юдаїзм, іслам і ефіопське християнство, раста забороняється їсти свинину. Їх дієтичні закони схожі на закони яким слідують євреї в книзі Левіт. Більшість раста відмовляються від споживання будь-якого червоного м'яса, деякі є строгими вегетаріанцями, тобто ніякої крові;
- Рибу без луски, ракоподібних, молюсків (оскільки як і свині вони харчуються недоїдками й мертвечиною);

Багато хто не їсть рибу, а якщо і їсть, то риба повинна бути менше за 1 фут завдовжки[джерело не вказане 4114 днів].
Багато растаманів також не вживають:
1. Алкоголь (завдяки своєму ямайському корінню і згубному впливу алкоголю на ямайське суспільство, багато растафарі не схвалюють вживання алкоголю);
2. Сигарети (багато раста не схвалюють куріння сигарет через серйозні проблеми зі здоров'ям, пов'язані з їх споживанням);
3. Кава (деякі раста уникають каву та інші напої з кофеїном);
4. Ліки (дозволені тільки природні ліки і психоактивні рослини. Навіть процес екстракції може розглядатися як руйнування природної цілісності);
5. Деякі раста не вірять сучасній медицині (хоча багато урбанізованих раста дозволяють собі таку практику);

У строгому розумінні, їжа, вироблена з використанням таких хімікатів як пестициди і добрива, не відповідає правилам айталу.
Найбільш суворі інтерпретації також забороняють консервовані і висушені продукти.

## Приготування їжі
На Ямайці, приготування айтал-їжі найчастіше походить від індійської та африканської кулінарії. Але багато рецептів може бути «айталізовано» якщо будуть приготовані тільки з овочами і з натуральних інгредієнтів.
Деякі растафарі ніколи не готують в алюмінієвій каструлі, і намагаються взагалі не користуватися металевим кухонним начинням щоб, як кажуть, не залишити слідів металу в їжі, які можуть потрапити в тіло. У цьому випадку використовуються тільки глиняні та дерев'яні ємності, посуд і столові прилади. Приготування їжі в глиняному горщику дуже популярно серед растафарі.